# 御女一
天龍座τ，又名BD+73 857，HD 181984、SAO 9366、HR 7352，是天龍座的一颗恒星，视星等为4.45，位于銀經104.73，銀緯24.21，其B1900.0坐标为赤經19h 17m 28.6s，赤緯+73° 24.21′ 12″。